# Gustav Gündisch
Gustav Gündisch (n. 15 septembrie 1907, Cisnădie, România – d. 19 septembrie 1996, Castelul Horneck⁠(d), Baden-Württemberg, Germania) a fost un istoric german originar din România, specialist în istoria sașilor din Transilvania.

## Biografie
Se trăgea dintr-o veche familie de țesători de lână. A urmat școala primară în Cisnădie (germană Heltau) și apoi a continuat studiile la Liceul Brukenthal din Sibiu, pe care l-a absolvit în anul 1926. A continuat la Universitatea din București, în anii 1926-1927, fiind unul din primii studenți sași care au studiat aici.
A continuat studiile la universitățile din Berlin și Viena, unde a obținut licența în istorie și a promovat doctoratul. La Viena fiind, s-a căsătorit cu Herta Bittner, fiica arhivarului general al Austriei, care îi era colegă de studii.
La Viena a fost ales membru activ al Institutului de Cercetare Istorică din Austria.
În 1934 s-a întors cu soția sa la Sibiu (germană Hermannstadt), unde au locuit împreună până în anul 1981.
La Sibiu a fost numit inițial custode al Muzeului Brukenthal, apoi a preluat conducerea arhivelor fostei Universități Săsești (organism politic cu sediul la Sibiu) și a fost desemnat să scrie în continuare cartea-document Urkundenbuch zur Geschichte der Deutschen in Siebenbürgen (Documente despre istoria germanilor din Transilvania), la care a editat volumele 4, 5 și 6, ultimul redactat în colaborare cu soția sa.
Volumul 4 care cuprinde date referitoare la anii 1416-1437 a apărut în 1937, volumul 5 cu documente referitoare la anii 1438-1457 trebuia să apară în anul 1944, dar din cauza războiului publicarea sa a fost sistată și a putut fi publicat abia în anul 1975, la Editura Academiei din București.
După naționalizarea arhivei, Gustav Gündisch și-a pierdut locul de muncă și a fost arestat de mai multe ori.
A primit funcția de bibliotecar și consilier cultural în cadrul Consistoriului Bisericii Evanghelice din România, perioadă în care a publicat numeroase lucrări științifice și s-a preocupat de restaurarea unor biserici.
În anul 1977 s-a pensionat.
Nu a renunțat la editarea cărții „Documente despre istoria germanilor din Transilvania”, astfel că volumul 6 referitor la anii 1458-1473, pe care l-a redactat în colaborare cu Herta Gündisch, Gernot Nussbächer și Konrad Gündisch, a apărut în 1981, iar în 1991 a apărut și volumul 7, referitor la anii 1474-1486, avându-l ca redactor pe Konrad G. Gündisch.
După ce soția sa a decedat în 1981, Gustav Gündisch a plecat în 1982 în Germania de Vest (RFG), la copii și nepoți.
A decedat în Castelul Horneck din Gundelsheim, Germania, iar la 28 septembrie 1996 trupul său neînsuflețit a fost adus la Cisnădie, potrivit dorinței sale de a fi înhumat alături de familie, în cimitirul evanghelic.
În anul 1999 Liceul Teoretic din Cisnădie a luat numele lui Gustav Gündisch. Clădirea se găsește pe locul în care a fost construită în secolul al XIV-lea prima școală din localitate, instituție aferentă Bisericii Sfânta Walpurga (actuala biserică evanghelică din Cisnădie).

## Distincții
- 1984 - Crucea Federală de Merit din partea Republicii Federale Germania
- 1987 - Premiul de cultură al sașilor din Transilvania
- 1989 - Distincția Georg Dehio
- 1995 - Titlul de Doctor honoris causa al Universității Lucian Blaga din Sibiu

## Scrieri (selecție)
- Geschichte der Münzstätte Nagybánya in habsburgischer Zeit (1530–1828) (teză de doctorat), Viena, 1932;
- Aus Geschichte und Kultur der Siebenbürger Sachsen. Schriften zur Landeskunde Siebenbürgens: Band 14 ISBN 3412014877 (3-412-01487-7)
- Studien Zur Siebenbürgischen Kunstgeschichte, editura Böhlau, 1977, ISBN 3412014761 (3-412-01476-1)
- Urkundenbuch zur Geschichte der Deutschen in Siebenbürgen, Bd. 5, 1438-1457 Gustav Gündisch și Franz Zimmermann, editura Böhlau, 1998
- Urkundenbuch zur Geschichte der Sachsen in Siebenbürgen, volumul VI, 1458-1473 (herausgegeben von Gustav Gündisch, Hertha Gündisch, Konrad Gündisch, Gernot Nussbächer), Bukarest 1981.
- Patriciatul din Sibiu în evul mediu (The patriciate of Sibiu in the Middle Ages) - Transilvania și sașii ardeleni în istoriografie (Transylvania and the Transylvanian Saxons in history writing), Editura Hora, Sibiu, 2001.

## Traduceri
- Ion Hurdubețiu, Die Deutschen über die Herkunft der Rumänen cu prefață de Constantin C. Giurescu tradus în germană de Gustav Gündisch după manuscrisul în limba română, Editura Kriterion, București, 1977